# Eerste Tovenaarsoorlog
De Eerste Tovenaarsoorlog (Engels: First Wizarding War) is een belangrijke fictieve oorlog die voorkomt in de Harry Potterboekenreeks van J.K. Rowling.
Hij begon rond 1970, toen Heer Voldemort de intentie had om de toverwereld te zuiveren van alle mensen die niet tot een puur tovenaarsras behoorden. Vanaf dat moment begon ook zijn officiële bewind en sloten tal van volgelingen zich bij hem aan, later Dooddoeners genoemd. Na tussenkomst van het Ministerie van Toverkunst en de Orde van de Feniks, brak de strijd verder los.
Op 31 oktober 1981 kwam de Eerste Tovenaarsoorlog abrupt tot een eind toen Heer Voldemort James en Lily Potter en hun zoontje Harry wilde vermoorden, en hij hierbij zelf bijna omkwam en verwerd tot een soort schim. Na Voldemorts nederlaag trokken de meeste Dooddoeners zich terug uit de strijd; anderen werden opgesloten in Azkaban.

## Prelude

### De opkomst van Zwadderichs erfgenaam (jaren 40)
Heer Voldemort werd geboren onder de naam Marten Asmodom Vilijn. Al van kinds af aan wist hij dat hij speciale gaven had en hoe hij ermee moest omgaan, ook al groeide hij op in een weeshuis en niet in een magische omgeving. Tijdens zijn schooltijd op Zweinsteins Hogeschool voor Hekserij en Hocus-Pocus namen zijn krachten mettertijd toe. In zijn vijfde jaar in 1943 ontdekte hij de ingang van de Geheime Kamer, die ooit gebouwd werd door Zalazar Zwadderich. Door middel van Sisselspraak opende hij de Kamer en liet hij de Basilisk die erin huisde los in de school, met als doel het kasteel te zuiveren van Dreuzeltelgen. Er viel één dode en er werd besloten dat de school gesloten moest worden. Omdat Zweinstein inmiddels voor Vilijn zijn nieuwe thuis was geworden, wilde hij dat koste wat kost vermijden. Hij sloot de Geheime Kamer en schoof de schuld van de slachtoffers in de schoenen van zijn medeleerling en halfreus Rubeus Hagrid. Hagrids huisdier, de acromantula Aragog, zou immers het ideale monster zijn geweest, waardoor iedereen hem zou verdenken van moord.
In diezelfde tijd had Marten Vilijn middelen gevonden om onsterfelijk te worden. In de boeken over de zwartste magie die er bestaat las hij over zogenaamde Gruzielementen. Hij verkreeg alle informatie die hij nodig had om zijn ziel te splitsen en de afgesplitste delen te bewaren in andere voorwerpen, om zo verzekerd te zijn van een eeuwig bestaan. Om zijn doel te verwezenlijken moest hij eerst moorden begaan; hij trok in de zomer van 1943 naar het dorpje Havermouth om de overgebleven leden van de familie Vilijn uit te moorden. Hij liet zijn oom Morfin opdraaien voor de moorden en wist zich opnieuw uit een benarde situatie te redden. Vilijn was gefascineerd door de ring, die ooit van zijn grootvader was geweest; hij kon immers dienen als Gruzielement. Morfin werd later opgespoord door mensen van het Ministerie en opgesloten in Azkaban. Terug op school kreeg Vilijn, mede dankzij zijn populariteit (hij was immers machtig en welbespraakt), een selecte groep "vrienden" die later zijn Dooddoeners werden.
Na zijn schoolcarrière op Zweinstein ging Vilijn aan de slag bij Odius & Oorlof, een winkel in duistere magische objecten in de Verdonkeremaansteeg. Tijdens zijn werk om voorwerpen van particulieren in te kopen, leerde hij de oude vrouw Orchidea Smid kennen. Hij wist haar met zijn charmes en knappe voorkomen helemaal naar zijn hand te zetten. Ze liet hem op een dag twee erfstukken zien, die prima dienst konden doen als nieuwe Gruzielementen. Hiervoor moest Smid eerst sterven, maar Vilijn liet opnieuw geen sporen na. Na deze gebeurtenissen verliet hij Groot-Brittannië en ging voortaan door het leven als Heer Voldemort.

### Vilijn verdiept zich in de Zwarte Kunsten (jaren 40 - jaren 60)
In de volgende twee decennia reisde Voldemort regelmatig af naar Albanië, waar hij intensief verder studeerde in de Zwarte Kunsten. Ook onderging hij verschillende transformaties, waardoor hij fysiek steeds sterker werd en minder menselijk. Later keerde hij voor korte tijd terug naar Groot-Brittannië waar hij op Zweinstein uit was op de baan van leraar Verweer Tegen de Zwarte Kunsten. Het toenmalige schoolhoofd Albus Perkamentus was echter een van de weinigen die vermoedde welke onheilspellende handelingen Voldemort allemaal had aangericht, en weigerde resoluut om hem als leerkracht aan te nemen. Dankzij de Grijze Dame, het spook van Ravenklauw, wist Voldemort toch de bergplaats van de Diadeem van Ravenklauw te vinden. Hij maakte van de diadeem een Gruzielement in Albanië, waar hij verborgen lag, en verstopte hem vlak vóór of na zijn sollicitatie in Zweinstein in de Kamer van Hoge Nood. Voldemort dacht dat deze bergplaats door niemand anders gevonden kon worden, en voorzag het Gruzielement dan ook van geen enkele verdere bescherming.

## De Eerste Tovenaarsoorlog

### Opstand tegen de Duistere Zijde
In 1970 vormde Heer Voldemort zijn organisatie van Dooddoeners en benoemde zichzelf tot de "Heer van het Duister". Met zijn eigen leger en Gruzielementen stond hij sterker dan ooit, en hij wilde zelfs een revolutie op gang brengen tegen het Ministerie van Toverkunst. Het hoofddoel van Voldemort was echter het zuiveren van de tovenaarswereld van allen die niet tot een eeuwenoud tovenaarsgeslacht behoorden. Dit is te verklaren door zijn antipathie jegens zijn eigen Dreuzelvader, Vilijn Sr..
Aanvankelijk waren Voldemorts Dooddoeners dus gedreven om Dreuzels en Dreuzeltelgen te vermoorden of te vervloeken met behulp van de Imperiusvloek of afpersing. Ondertussen deed het Ministerie verwoede pogingen om de toverwereld geheim te houden voor de Dreuzelwereld. Albus Perkamentus onderkende direct het gevaar dat een machtige Voldemort zou kunnen opleveren. Hij richtte de Orde van de Feniks op, vernoemd naar zijn huisdier Felix de Feniks: een organisatie die zich inzette voor de verdrijving van de Dooddoeners. Leden van deze beweging waren onder anderen Rubeus Hagrid, Dwaaloog Dolleman, Frank en Lies Lubbermans en Lily en James Potter. Die laatste sloot zich samen aan met zijn vrienden Sirius Zwarts, Peter Pippeling en Remus Lupos.
Er waren echter veel meer Dooddoeners dan leden van de Orde. Door prominente tovenaars uit de Orde (bijvoorbeeld Gideon en Fabian Protser) te vermoorden in duels, trachtte Voldemort, met redelijk veel succes, de Orde op de knieën te krijgen. Dat gold echter niet alleen voor de Orde, maar ook voor de rest van de tovenaarswereld. Door terreur en het gebruik van de Onvergeeflijke Vloeken probeerde Voldemort aan de macht te komen. Bijna iedere tovenaar heeft in deze periode wel een familielid verloren. Onder de tovenaars heerste er dan ook een terneergeslagen stemming. Door het pessimisme daalde ook het geboortecijfer sterk en ieders schrikbeeld was het aantreffen van het Duistere Teken boven zijn huis; dat betekende dat de Dooddoeners er waren binnengekomen en iemand hadden vermoord.

### Het hoogtepunt van de Oorlog
Het Ministerie gaf zich, ondanks de talloze aanvallen van de Dooddoeners, niet snel gewonnen. Dit zette Voldemorts volgelingen aan om een stapje verder te gaan; de bedoeling was om de familie Bonkel bijna volledig uit te roeien en ook de Protsers kregen het zwaar te verduren. De broers van Molly Wemel, Gideon en Fabian Protser (tevens leden van de Orde), zijn in de Eerste Tovenaarsoorlog vermoord door Dooddoeners (o.a. door Bellatrix van Detta en Antonin Dolochov). Clara Obscura werd door Voldemort zelf vermoord. Diederik Deemster verdween op onverklaarbare wijze tijdens de Oorlog en lid van de Orde Bennie Fijnwijk werd zwaar verminkt door Voldemorts volgelingen; hij stierf later aan zijn verwondingen. Dooddoener Dolochov werd kort na Igor Karkarov gevangengenomen, doordat Karkarov zijn naam had genoemd tijdens zijn rechtszitting. Hij werd hierdoor onverbiddelijk naar Azkaban gestuurd.
Terreur en chaos namen de toverwereld in hun ban wegens de toegenomen brutaliteit van de Dooddoeners, wier identiteit nog steeds verborgen zat onder hun sinistere maskers. Dit feit maakte zelfs de meest onschuldige tovenaars of heksen verdacht, en bijna niemand vertrouwde elkaar nog; men wist immers nooit zeker of men onverhoopt met een volgeling van Voldemort te maken had. Zelfs binnen de Orde was er vaak grote twijfel aanwezig; Sirius Zwarts trok zijn vertrouwen in zijn goede vriend Remus Lupos (onterecht) in twijfel, omdat hij hem verdacht van spion te zijn van de Duistere Zijde. Sommige tovenaars en heksen wisten de Dooddoeners te ontlopen via Verdwijnkasten, want deze stelden hen in staat om in geval van nood te vluchten en in een andere Kast op een andere plaats in de toverwereld uit te komen.
Voldemort versterkte zijn troepen met reuzen en weerwolven. Schouwers vochten letterlijk en figuurlijk om de invasie van de Duistere Zijde door onder meer de reuzen in Groot-Brittannië te voorkomen. Veel reuzen kwamen in de strijd om het leven en hele stammen werden op korte tijd uitgeroeid. De overgebleven stammen trokken zich terug in de bergen.

### Dooddoeners onder vuur
Na de grote verliezen van de reuzen, kende de Eerste Tovenaarsoorlog een keerpunt. Dooddoeners Edwin Roselier en Krodde werden vermoord door toedoen van de Schouwers, doordat het Ministerie toestemming had gegeven om Onvergeeflijke Vloeken te gebruiken tegen de vijand. Ook andere tovenaars en heksen trachtten de Dooddoeners een hak te zetten, waaronder de vader van Daan Tomas.
Regulus Zwarts, een jonge Dooddoener en tevens de broer van Sirius Zwarts, kon zich niet langer vinden in de visie van Heer Voldemort en hij besloot Voldemort te gaan tegenwerken. Hij wist het Medaillon van Zwadderich, een Gruzielement, op te sporen in een grot en nam het mee. Dit resulteerde in zijn eigen dood door toedoen van de magische bescherming van Voldemort en de Necroten. Zijn huis-elf Knijster wist te Verschijnselen in de grot en het Medaillon te vervangen door een nep-exemplaar van Regulus. Deze gebeurtenis speelde trouwens een belangrijke rol in de Tweede Tovenaarsoorlog.

### De Profetie van Zwamdrift
In 1980, tijdens de hoogtijdagen van de Oorlog, kwam Albus Perkamentus bij Sybilla Zwamdrift op bezoek in de Zwijnskop, een donkere kroeg in Zweinsveld. Het betrof een sollicitatie voor lerares Waarzeggerij op Zweinstein. Perkamentus was erg sceptisch en niet echt onder de indruk, totdat Zwamdrift een soort toeval kreeg, en een mysterieuze profetie maakte over Heer Voldemort en de jongen die hem kan verslaan. De voorspelling zei dat er een persoon geboren zou worden op een van de laatste dagen van juli, en wiens ouders Voldemort drie keer hadden ontlopen. Deze Profetie kon slaan op twee kinderen van de leden van de Orde: Marcel Lubbermans of Harry Potter. Halverwege de profetie stormde de waard binnen, die de toenmalige Dooddoener Severus Sneep betrapt had toen hij Perkamentus en Zwamdrift aan de deur stond af te luisteren (om informatie in te winnen voor zijn meester). Sneep vluchtte en rapporteerde het deel van de profetie dat hij wél gehoord had aan Heer Voldemort. Voldemort besefte dat de profetie zowel op Harry Potter als op Marcel Lubbermans van toepassing kon zijn, maar Voldemort koos Harry omdat deze net als hijzelf een halfbloed was (familiekruising tussen Dreuzels en tovenaars). Hij voelde zich genoodzaakt om Harry, het eenjarige zoontje van twee van zijn belangrijkste tegenstanders en tevens leden van de Orde, James en Lily Potter, te vermoorden. Dit zette Sneep, die heimelijk verliefd was op Lily Potter, aan om over te stappen naar de Orde van de Feniks. In de zomer van 1981 vielen een van de laatste slachtoffers van de oorlog. De Magister familie, waaronder Marlène Magister, werd uitgemoord door Dooddoeners.

### Het verraad van Pippeling
Perkamentus, die op de hoogte was van Sneeps verraad, bracht Lily en James Potter samen met hun zoontje in veiligheid, door ze naar Goderics Eind te brengen. Daar sprak Perkamentus de Fideliusbezwering uit over hun huis, met Peter Pippeling als de Geheimhouder. Aanvankelijk werd eerst Sirius Zwarts als Geheimhouder aangewezen, maar omdat hij dacht dat ze hem juist zouden verwachten als aangewezen persoon werd uiteindelijk Pippeling (zwak en talentloos) de geschikte kandidaat; niemand kon immers van hem verwachten dat hij Geheimhouder was. Niemand anders was op de hoogte van de wisseling der Geheimhouders en daar kwam ook nog eens bij dat Pippeling een verrader was die werkte voor Heer Voldemort. Pippeling speelde de informatie over de verblijfplaats van de Potters door aan Heer Voldemort. Zijn redenen voor zijn verraad zijn niet voor honderd procent bekend. Sirius meende dat Pippeling altijd al graag omging met mensen die meer voor hem konden betekenen en Voldemort was een van die personen. Men kan hierbij aannemen dat Pippeling graag macht wilde hebben. Die leek in eerste instantie bij de kant van Perkamentus te liggen, maar later leek deze meer te verschuiven naar de kant van Voldemort. Daarmee kon men de wisseling van Pippelings trouw verklaren. Ook zal Pippeling genoten hebben van het idee dat hij zo'n belangrijke schakel vormde, en dat hij van wezenlijk belang was voor Voldemort. Ten slotte kon men afleiden uit het karakter van Pippeling dat angst en lafheid een belangrijke rol hebben gespeeld. Waarschijnlijk vreesde hij voor zijn leven als hij zich niet zou aansluiten bij zijn meester.

### Het einde van de Oorlog
Op 31 oktober 1981 reisde Heer Voldemort af naar Goderics Eind om zijn plan te voltooien. Hij vermoordde James koelbloedig en ging toen op zoek naar Lily. Hij vroeg haar om opzij te stappen zodat hij Harry kon vermoorden (Sneep had Voldemort verzocht om Lily's leven te sparen wegens diens liefde voor haar). Lily weigerde te gehoorzamen aan Voldemort en werd uiteindelijk toch uit de weg geruimd. Doordat Lily haar leven heeft gegeven voor Harry, draagt Harry altijd een soort bescherming met zich mee. Deze bescherming speelt een belangrijke rol in de boeken. Echter, de bescherming die Lily over haar zoontje Harry uitsprak, zorgde ervoor dat Voldemorts spreuk terugkaatste op Harry. Hierdoor werd Voldemorts lichaam vernietigd, maar zelf kon hij nog verder blijven leven als schim. Dit is te wijten aan het feit dat hij toen al verschillende Gruzielementen had gecreëerd en dus nooit echt kon doodgaan. Harry bleef leven, maar hield er een litteken in de vorm van een bliksemschicht op na, op zijn voorhoofd. Voldemort plaatste onbewust een stukje ziel van zichzelf in Harry, wat hem maakte tot een levend Gruzielement.

## Nasleep
De Heer van het Duister was gevallen, ondanks dat hij als schim verder kon bestaan. Voldemorts Dooddoeners trokken zich massaal terug uit de strijd en het einde van de Eerste Tovenaarsoorlog was een feit. Na de Oorlog beweerden veel tovenaars ten overstaan van de Magische Wetsraad dat zij niet vrijwillig voor Voldemort gewerkt hadden, maar dat zij daartoe gedwongen werden door een Imperiusvloek. Bij sommigen was dat inderdaad het geval; anderen verzonnen dat slechts om zo hun straf te ontlopen. Het was erg moeilijk om te bepalen wie loog en wie de waarheid sprak. Daardoor zijn veel Dooddoeners uit de gevangenis Azkaban gebleven. Sirius Zwarts werd opgepakt, terwijl hij niets had gedaan. Hij draaide op voor de daad die Pippeling eigenlijk had gepleegd: het verraden van James en Lily aan Heer Voldemort en het vermoorden van een aantal Dreuzels en tovenaars. Pippeling was een Faunaat en veranderde zich in een rat. Hij liet daarbij een explosie achter om vervolgens langs het riool te verdwijnen.
Na afloop van de Oorlog werden de Schouwers en leden van de Orde, Lies en Frank Lubbermans, gefolterd met de Cruciatusvloek door Dooddoeners Rodolphus, Rabastan van Detta, Bellatrix van Detta, en Bartolomeus Krenck Jr. omdat ze cruciale informatie over Heer Voldemort zouden hebben. Ze werden krankzinnig en liepen permanente hersenbeschadiging op. Beiden moesten overgeplaatst worden naar St. Holisto's Hospitaal voor Magische Ziektes en Zwaktes. Hun zoon, Marcel, werd vanaf toen opgevoed door zijn oma Augusta. De resterende Dooddoeners moesten een hoorzitting bijwonen; Barto Krenck Sr. veroordeelde iedereen, inclusief zijn zoon, tot een levenslange celstraf in Azkaban. Op het einde van het proces bewees Bellatrix van Detta haar loyaliteit voor haar meester door te zeggen dat ze Heer Voldemort altijd trouw zal blijven en dat hij ooit zal terugkeren.
Andere Dooddoeners werden eveneens gearresteerd, waaronder Dolochov, Totelaer, Schoorvoet en Augustus Ravenwoud. Sommigen werden verraden door Igor Karkarov. Lucius Malfidus en Arduin hielden vol dat ze tijdens Voldemorts regime onder invloed van de Imperiusvloek verkeerden. Het Ministerie geloofde hen en liet hen uiteindelijk vrij. Arthur Wemel, die toen al op het Ministerie werkte, wist wel beter maar kon niets bewijzen.
Ondanks het feit dat de Oorlog nu achter de rug was, geloofde Perkamentus dat Heer Voldemort ooit zou terugkeren. Hij en Severus Sneep, die zich ondertussen weer aan de goede zijde had geschaard, besloten om vanaf dat moment Harry Potter met alles wat in hun mogelijkheden lag te beschermen. Harry was immers de jongen die ooit de Heer van het Duister moest verslaan, rekening houdend met de mysterieuze Profetie.

## Trivia
- Aangetekend moet worden, dat de term "Eerste Tovenaarsoorlog" niet als zodanig in de boeken voorkomt, maar eerder onder de fans van de Harry Potterboeken in gebruik is geraakt.